# Maciej Walkowiak
Maciej Walkowiak (ur. 25 lutego 1985 w Poznaniu), polski hokeista na trawie, młodzieżowy reprezentant Polski, zawodnik angielskiego Guildford H.C. 8 września 2013 roku w spotkaniu przeciwko Stelli Gniezno strzelił swoją setną bramkę w polskiej Ekstraklasie.

## Kariera
Swoją przygodę z hokejem zaczął w pierwszej klasie szkoły podstawowej na zajęciach SKS u byłego olimpijczyka Leszka Henslera, aby po roku zasilić grono młodzieży w WKS Grunwald Poznań. Tam terminował kilka lat, a następnie przeszedł do juniorów poznańskiej Warty za namową Hieronima Stawujaka. W barwach „Zielonych” święcił sukcesy na arenie krajowej w kategoriach młodzieżowych, będąc podstawowym zawodnikiem zespołu. Podczas tego okresu był dwukrotnie wypożyczany do innych klubów: serbskiego Sveti Đorđe H.C., z którym jako siedemnastolatek wystąpił na Klubowym Pucharze Europy gr. C w Brukseli w halowej odmianie hokeja na trawie oraz do Pocztowca Poznań, z którym zdobył brązowy medal mistrzostw Polski U-18, a sam został królem strzelców imprezy z dorobkiem 25 bramek w 5 meczach. Przez cały okres kariery juniorskiej był powoływany do kadr młodzieżowych.

### Kariera klubowa
Boiska otwarte:
- WKS Grunwald Poznań (do 1997)
- K.S. Warta Poznań (1997–2004)
- AZS AWF Poznań (2004–2005)
- K.S. Warta Poznań (2005–2008)
- Lyon O.U.H.C. (Francja, 2008–2009)
- K.S. Warta Poznań (2009–2015)
- Surrey Spartans (Anglia, jesien 2015)
- Guildford H.C. (Anglia, 2014–2016)
- K.S. Warta Poznań (2016–?)

| Sezon     | Klub               | Rozgrywki   | Mecze | Gole | Miejsce |
| --------- | ------------------ | ----------- | ----- | ---- | ------- |
| 2000/2001 | Warta Poznań       | 2. Liga     | 4     | 1    | II      |
| 2001/2002 | Warta Poznań       | Ekstraklasa | 18    | 1    | X       |
| 2002/2003 | Warta Poznań       | 2. Liga     | 14    | 7    | I       |
| 2003/2004 | Warta Poznań       | Ekstraklasa | 18    | 15   | X       |
| 2004/2005 | AZS AWF Poznań     | Ekstraklasa | 20    | 10   | V       |
| 2005/2006 | Warta Poznań       | 2. Liga     | 8     | 22   | I       |
| 2006/2007 | Warta Poznań       | Ekstraklasa | 20    | 5    | VIII    |
| 2007/2008 | Warta Poznań       | Ekstraklasa | 20    | 17   | IX      |
| 2008/2009 | Lyon O.U.H.C.      | Nationale 2 | 17    | 6    | III     |
| 2009/2010 | Warta Poznań       | Ekstraklasa | 22    | 9    | VI      |
| 2010/2011 | Warta Poznań       | Ekstraklasa | 23    | 15   | III     |
| 2011/2012 | Warta Poznań       | Ekstraklasa | 22    | 13   | VI      |
| 2012/2013 | Warta Poznań       | Ekstraklasa | 18    | 13   | VI      |
| 2013/2014 | Warta Poznań       | Ekstraklasa | 18    | 8    | VI      |
| 2014/2015 | Guildford/Warta    | MCW/E’klasa | 17    | 7    | V/ X    |
| 2015/2016 | Spartans/Guildford | Sur.1/MCW   | 10    | 1    | X       |
| 2016/2017 | Warta Poznań       | Ekstraklasa | 8     | 9    | ?       |
| Ogółem    | –                  | –           | 277   | 159  | –       |

Hala:
- Sveti Đorđe H.C. (Serbia, zima 2003)
- Lyon O.U.H.C. (Francja, 2008–2009)
- K.S. Pocztowiec Poznań (zima 2011)
- K.S. Warta Poznań (2011–2012)
- Woking H.C. (Anglia, zima 2014)
- Guildford H.C.. (Anglia, zima 2015)
- K.S. Warta Poznań (2016–2017)

| Sezon  | Klub           | Rozgrywki   | Mecze | Gole | Miejsce      |
| ------ | -------------- | ----------- | ----- | ---- | ------------ |
| 2009   | Lyon O.U.      | Nationale 2 | 13    | 6    | II           |
| 2011   | Pocztowiec P-ń | Ekstraklasa | 7     | 2    | IV           |
| 2012   | Warta Poznań   | Ekstraklasa | 6     | 8    | Faza grupowa |
| 2014   | Woking HC      | South Div.  | 3     | 1    | Kwalifikacje |
| 2015   | Guildford HC   | South Div.  | 2     | 1    | Kwalifikacje |
| 2017   | Warta Poznań   | Ekstraklasa | 7     | 13   | Play-Off     |
| Ogółem | –              | –           | 38    | 31   | –            |

### Sukcesy
Guildford H.C.:
- Mistrzostwa Anglii Conference West – 5. miejsce 2015
- Mistrzostwa Anglii London Division 2 –  1. miejsce 2015

Lyon O.U.:
- Mistrzostwa Francji Nationale 2 –  brązowy medal 2009
- Halowe Mistrzostwa Francji Nationale 2 –  srebrny medal 2009

Sveti Đorđe H.C.:
- Klubowy Puchar Europy gr. C na hali – 8. miejsce 2003

K.S. Warta Poznań:
- Mistrzostwa Polski –  brązowy medal 2011, 6. miejsce 2010, 2012, 2013, 2014

AZS AWF Poznań:
- Mistrzostwa Polski – 5. miejsce 2005

KS Pocztowiec Poznań:
- Halowe Mistrzostwa Polski – 4. miejsce 2011

Sukcesy juniorskie
K.S. Warta Poznań:
- Mistrzostwa Polski U-16 –  złoty medal 2000,  srebrny medal 1999
- Halowe Mistrzostwa Polski U-16 –  złoty medal 1999,  srebrny medal 2000
- Mistrzostwa Polski U-18 –  srebrny medal 2002;  srebrny medal 2003,  brązowy medal 2004
- Halowe Mistrzostwa Polski U-18 –  złoty medal 2003,  brązowy medal 2002

KS Pocztowiec Poznań:
- Halowe Mistrzostwa Polski U-18 –  brązowy medal 2004 (został Królem Strzelców imprezy)

### Kariera reprezentacyjna
Maciej Walkowiak był członkiem kadr narodowych U-16, U-18, oraz młodzieżowej U-21, z którymi odniósł sukcesy na arenie międzynarodowej, m.in.:
- Mistrzostwa Europy U-16 –  brązowy medal 2001, 4. miejsce 2000
- Mistrzostwa Europy U-18 –  srebrny medal gr. B 2003, 8. miejsce gr. A 2002
- Mistrzostwa Świata U-21 – 14. miejsce 2005

Łącznie wystąpił 13 razy w kadrze U-16 (3 gole), 10 razy w U-18 (2 gole), oraz 22 razy w reprezentacji U-21 (6 goli).
Sukcesy indywidualne oraz wyróżnienia:
- Król strzelców Halowych Mistrzostw Polski U-18 2004
- 5. strzelec polskiej Ekstraklasy 2004
- 7. strzelec polskiej Ekstraklasy 2008
- 8. strzelec polskiej Ekstraklasy 2014
- 4. strzelec polskiej 2. Ligi 2003, 2006
- 2. miejsce w dorocznym plebiscycie organizowanym przez Puszczykowskie Towarzystwo Sportowe w kategorii Sportowiec Roku 2014 miasta Puszczykowo

Statystyki
| Boiska otwarte | Mecze | Gole |
| -------------- | ----- | ---- |
| Ekstraklasa    | 211   | 117  |
| 2. Liga        | 26    | 30   |
| Nationale 2    | 17    | 6    |
| NPMHL MCW      | 15    | 3    |
| Surrey Div.1   | 4     | 0    |
| LHL Div.1      | 2     | 1    |
| LHL Div.2      | 2     | 2    |
| Ogółem         | 277   | 159  |

| Hala        | Mecze | Gole |
| ----------- | ----- | ---- |
| Ekstraklasa | 20    | 23   |
| Nationale 2 | 13    | 6    |
| South Div.  | 5     | 2    |
| Ogółem      | 38    | 31   |